# Contea di Pucheng
La contea di Pucheng (浦城县S, Pǔchéng XiànP) è una contea della Cina, situata nella provincia del Fujian.